# Колонізація астероїдів
Колонізація поясу астероїдів являє досить складне, але в майбутньому реалістичне і економічно вигідне технічне завдання в силу особливостей самих астероїдів і в плані колонізації космосу в основному розглядається як освоєння мінеральних ресурсів цих об'єктів Сонячної системи.

## Можливість освоєння
Астероїди або, як їх називають інакше, малі планети, довго пропонувалися як можливі місця для колонізації. Ідея колонізації астероїдів популярна в науковій фантастиці. Одна з можливих перспектив використання астероїдів для потреб людства — видобуток корисних копалин з надр астероїдів, особливо рідкісних металів платинової групи (осмій, іридій), а також інших металів.

## Переваги освоєння
- Порівняльна близькість від Землі — вони можуть кілька разів в десятиліття проходити досить близько від неї. В інтервалах між цими проходами астероїд може віддалятися на 350 млн км від Сонця (афелій) і до 500 млн км від Землі.
- Велика кількість можливих об'єктів освоєння, більш ніж 300 000 астероїдів.
- Астероїди можуть містити багаті запаси різних металів і речовин (у тому числі містити вуглець, залізо). Троянські астероїди, що знаходяться на орбіті Юпітера, можуть мати кометне походження.
- Багато астероїдів (особливо ядра комет) містять велику кількість (більше ніж 5 % від повного обсягу) вуглецю.

## Труднощі освоєння
- Низька гравітація — сила тяжіння. Люди, що ведуть роботи на астероїді, повинні будуть пристосовуватися до неї.
- Головний пояс астероїдів приблизно в 2-4 рази далі від Сонця, ніж Земля. Це означає, що надходження сонячної енергії в 4-16 разів менше, ніж на Землі, і для видобувних та інших об'єктів потрібні інші основні джерела енергії.
- Багато астероїдів можуть не містити корисних копалин в своїх надрах.
- Зважаючи численність астероїдів і малу гравітацію на них завжди буде небезпека того, що астероїд з колонією зіткнеться з яким-небудь масивним небесним тілом.

## Практика освоєння
За даними NASA, агентство готується до висадки астронавтів на астероїд. Помічник директора NASA Роберт Лайтфут повідомляв, що початкова підготовка до операції планувалася на початку 2015 року. Спочатку планується перетягнути астероїд на навколомісяцеву орбіту. Для цього буде запущено космічний апарат до невеликого метеориту, розміри якого не перевищують 10 метрів в діаметрі. Космічна місія вирушить на астероїд, коли він вже буде обертатися навколо Місяця. Фахівці планують захопити астероїд через 5 років. А висадити на нього місію — через 10.
Ще один проєкт передбачає зустріч спеціального корабля з астероїдом, відколювання від астероїда фрагмента, буксирування його на орбіту Місяця і вже звідти - проби на Землю

## Найпривабливіші астероїди
- (6178) 1986 DA — потенційно металевий навколоземний астероїд.
- 216 Клеопатра — металевий астероїд головного поясу.

Деякі астероїди С-типу — ймовірно хондрити, в яких міститься близько 10 % (від загальної маси астероїда) замерзлої води.